# Каден-Бандровский, Юлиуш
Юлиуш Каден-Бандровский (пол. Juliusz Kaden-Bandrowski; 24 февраля 1885, Жешув — 8 августа 1944, Варшава) — польский писатель и публицист, общественный деятель.

## Биография
Первоначально обучался музыке в консерваториях в Кракове, Львове, Лейпциге и Брюсселе. Поломав руку в двух местах, отказался от карьеры музыканта.
В 1905—1913 жил в Германии и Бельгии, где закончил философский факультет брюссельского университета. С 1907 года занялся публицистикой, печатался в варшавских газетах. Участник борьбы за независимость Польши, был связан с националистическими эмигрантскими кругами, близкими к Ю. Пилсудскому и ППС — революционная фракция.
Во время Первой мировой войны в августе 1914 года вступил в Кракове в польские легионы. Был адъютантом Пилсудского, позже — хроникёром I-й бригады легионеров. С 1918 года — член польской военной организации.
Участник польско-украинской войны 1918—1919 годов. Писал статьи и военные корреспонденции с мест сражений, в частности, битвы за Львов (1918).
В декабре 1918 стал первым главным редактором еженедельника «Польский воин» («Żołnierz Polski»), но вскоре отказался от занимаемой должности и отправился репортёром, освещать события с фронтов советско-польской войны.
В 1923—1926 и 1933 — руководил профсоюзом польских литераторов. В 1933—1939 — генеральный секретарь Польской академии литературы. После начала второй мировой войны, остался в Варшаве. Участвовал в работа тайного университета, читал лекции по литературе и музыке.
Погиб во время варшавского восстания 1944 года, получив смертельное ранение при взрыве вражеского снаряда.
Награждён Крестом Храбрых.
Похоронен на кальвинистском кладбище Варшавы.

## Творчество
Первое произведение «Слова» («Słowa»), написанное ритмической прозой, опубликовал в 1909 году. Идеология пилсудчины отразилась в его очерково-мемуарных книгах: «Пилсудчики» («Piłsudczycy», 1915), «Битва под Конарами» («Bitwa pod Konarami», 1915) и романе «Генерал Барч» («Generał Barcz», отд. изд. 1923), в основу которого легли подлинные события, связанные с приходом Пилсудского к власти (он явился прообразом Барча).
Наиболее значитительные произведения Ю. Каден-Бандровского — цикл романов «Черные крылья» («Czarne skrzydła», 1925—26, отд. изд. 1929), где с большой художественной силой нарисована нищета и эксплуатация шахтеров в буржуазной Польше.
В 1920—1930-е гг. прозаик написал автобиографические повести о детстве: «Город моей матери» («Miasto mojej matki», 1925) и «Под сенью забытой рощи» («W cieniu zapomnianej olszyny», 1926), работал над романами, завершающими цикл «Черные крылья»: «Матеуш Бигда» («Mateusz Bigda», 1933) и «Шелковый узел» («Jedwabny węzeł»), которые закончил в период фашистской оккупации. Однако рукопись (за исключением фрагментов чернового варианта, опубликованных в журнале «Twórczość», 1959, № 11) сгорела во время Варшавского восстания.
Польская критика, анализируя экспрессионистско-натуралистическую манеру Ю. Каден-Бандровского-романиста, отмечает некоторую вычурность его стиля, отсутствие простоты. Вместе с тем она признает достоинства лучших его книг, в которых дана верная картина эпохи.
Его произведения характеризуются достоверностью и глубоким осмыслением фактов. В творчестве писателя ощутимо
присутствие элементов бихевиоризма и экспрессионизма, а также необычных контрастных соединений разных литературных стилей и приёмов.

## Избранная библиография
- 1911 — Niezguła (повесть), Zawody (сборник новелл)
- 1913 — Proch
- 1914 — Zbytki (сборник рассказов)
- 1915 — Piłsudczycy, Bitwa pod Konarami (книга воспоминаний), Iskry (новеллы)
- 1916 — Mogiły
- 1919 — Łuk
- 1920 — Jesień (драма)
- 1922 — Generał Barcz
- 1923 — Karty w tas (драма), Wakacje moich dzieci (сборник рассказов)
- 1924 — Przymierze serc (новеллы)
- 1925 — Miasto mojej matki (сборник рассказов), Czarne skrzydła (повесть)
- 1926 — Europa zbiera siano (репортажи)
- 1927 — Nad brzegiem wielkiej rzeki (рассказы для юношества)
- 1932 — Aciaki z I-szej (сборник рассказов)
- 1932 — Mateusz Bigda
- 1939—1942 —Białe skrzydła

Несколько произведений писателя — экранизированы («Ненависть» (1930), «Чёрные крылья» (1962), «С течением лет, с течением дней...» (сериал, 1980), «Лук Купидона» (1987), «Бигда идет!» (ТВ, 1999)).